# Ландтаг Бранденбургу
Ландтаг Бранденбургу (нім. Landtag Brandenburg) — парламент землі Бранденбург. Складається з 88 депутатів і засідає в Потсдамському міському палаці в столиці Бранденбурга Потсдамі. Депутати ландтагу Бранденбурга обираються строком на п'ять років. Ландтаг Бранденбургу відповідає за законодавчу діяльність в Бранденбурзі, парламентський контроль уряд землі, затверджує бюджет Бранденбургу, проводить вибори президії, суддів земельного конституційного суду, членів земельної рахункової палати і прем'єр-міністра Бранденбурга.
Перший бранденбурзький ландтаг був скликаний у 1946 році в радянській зоні окупації Німеччини. Ландтаг 2-го скликання в Бранденбурзі пропрацював лише два роки і був розпущений в 1952 році. У своїй сучасній формі ландтаг у Бранденбурзі був відновлений після об'єднання Німеччини і утворення нової землі Бранденбург. З перших виборів у 1990 році СДПН утримує в ландтазі Бранденбургу найсильніші позиції. Соціал-демократи завжди брали участь у формуванні уряду Бранденбурга і пропонували кандидатуру на посаду прем'єр-міністра Бранденбурга.
1. ↑  ELVIS Parlamentsdokumentation, Landtag Brandenburg